# Kasach, Aragatsotn
Kasach (armeniska: Քասախ) är en ort i Armenien. Den ligger i provinsen Aragatsotn, i den nordvästra delen av landet, 40 kilometer norr om huvudstaden Jerevan. Kasach ligger 1 857 meter över havet och antalet invånare är 4 247.
Terrängen runt Kasach är kuperad norrut, men söderut är den platt. Närmaste större samhälle är Aparan, 7,6 kilometer nordväst om Kasach.
Trakten runt Kasach består till största delen av jordbruksmark. Runt Kasach är det ganska tätbefolkat, med 60 invånare per kvadratkilometer.